# Nada Dimić

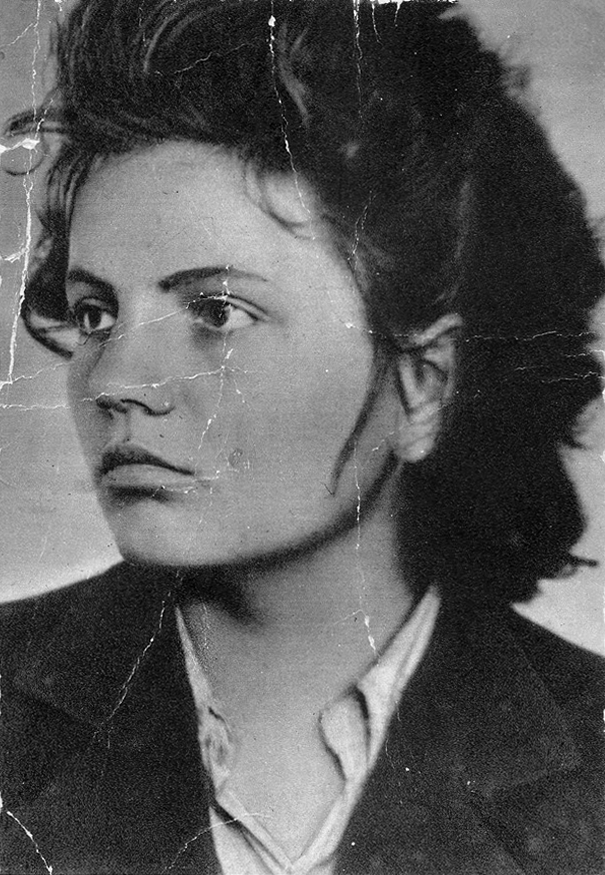
Nada Dimić, 1942

Nada Dimić (geboren am 6. September 1923 in Divoselo, zu Gospić; gestorben am 17. März 1942 im KZ Stara Gradiška) war eine jugoslawische Kommunistin und Partisanin der Volksbefreiungsarmee kroatischer Abstammung. Posthum wurde die Widerstandskämpferin zur jugoslawischen Volksheldin erklärt.

## Biografie
Dimić trat 1938 der Liga der Jungen Kommunisten Jugoslawiens bei und wurde zwei Jahre später Mitglied der Kommunistischen Partei Jugoslawiens. Nach dem deutschen Einmarsch in Jugoslawien engagierte sie sich ab Juni 1941 in der Sisaker Partisanenabteilung im Waldgebiet Brezovica und war an Sabotageakten auf die Zugstrecke Zagreb–Sisak beteiligt. Im Juli 1942 wurde Dimić damit betraut, die unterbrochenen Verbindungen zu Widerstandskämpfern in den Städten wiederherzustellen. Als Mann verkleidet reiste sie nach Sisak, fiel aber der Ustascha in die Hände. Trotz Folter im Gefängnis Sisak schwieg Dimić über ihre Aktivitäten und wurde daraufhin nach Zagreb gebracht. Die Misshandlungen sowie ein Selbstmordversuch machten einen Krankenhausaufenthalt nötig, von wo aus sie dank der Hilfe von örtlichen Parteigenossen in die Berge von Petrova gora in der Region Kordun fliehen konnte. Dort arbeitete Dimić mit der Parteiorganisation von Karlovac und dem Partisanen Josip Kraš, einem Mitglied des Zentralkomitees der Kommunistischen Partei, zusammen.
Beim Schleusen potentieller Partisanen nach Kordun wurde sie am 3. Dezember 1942 wieder von der Ustascha aufgegriffen. Nach der Aufforderung, sich zu identifizieren, zog Dimić einen Revolver aus ihrer Handtasche und erschoss einen Agenten, ehe man sie festnahm. Haftaufenthalten in Karlovac und im Gefängnis in der Savska-Straße in Zagreb folgte im Februar 1942 die Internierung im KZ Stara Gradiška. Dort wurde Dimić erneut gefoltert und am 17. März durch ein Erschießungskommando hingerichtet.

## Ehrungen und Rezeption
Im Juli 1951 erhielt Dimić auf Beschluss von Josip Broz Tito posthum den Orden des Volkshelden.
Nach ihr wurden eine Fabrik an der Ecke Erdődy-Straße/Branimirova-Straße in Zagreb, eine Straße in Belgrad sowie die Schule in Zemun, die sie besucht hatte, benannt.
Das Textilunternehmen dna merch vertreibt Kleidung mit dem Konterfei Dimićs.